# Stiracolpus pagoda
Stiracolpus pagoda es una especie de molusco gasterópodo de la familia Turritellidae. 

## Distribución geográfica
Se encuentra en Nueva Zelanda